# Ettlinger Riegel
Der Ettlinger Riegel ist als Teil des Westwalls in den Jahren 1936 und 1937 erbaut worden. Die Verteidigungslinie zieht sich über eine Entfernung von etwa 10 Kilometer Länge vom Ostufer des Rheins bei Rheinstetten südlich von Karlsruhe bis nach Malsch am Nordrand des Schwarzwalds. Die Stellung sperrte das gesamte östliche Rheintal in Richtung Süden ab. Sie wurde mit Bunkern, Panzerhindernissen und Wassergräben zur Abwehr eines Gegners aus südwestlicher Richtung ausgestattet.
Nach dem Ende des Zweiten Weltkriegs wurden zahlreiche Bauwerke gesprengt oder mit Erde zugeschüttet, gleichwohl kann man die Reste immer noch besichtigen.
Die letzte Bunkerlinie in nördlicher Richtung (nahe der Karlsruher Stadtgrenze) wurde in die ehemaligen Befestigungen der Ettlinger Linie eingebaut, da deren Erdwälle noch vorhanden waren und somit zur Feldbefestigung benutzt werden konnten.
Siehe auch: Westwall, Liste von Festungen, Riegelstellung (Militär)